# EFootball 2026
eFootball 2026 è un videogioco gratuito di simulazione calcistica sviluppato da Konami Digital Entertainment e pubblicato da Konami il 14 agosto 2025 per PlayStation 5, PlayStation 4, Xbox Series X/S, Xbox One, Windows, iOS e Android come aggiornamento v5.0.0 di eFootball 2025.

## Telecronaca
I telecronisti sono Fabio Caressa e Luca Marchegiani.